# 알라니아의 마리아

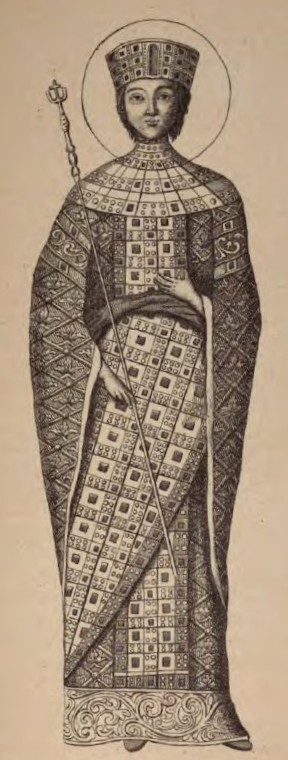
알라니아의 마리아

마리아 황후(그리스어: Μαρία της Αλανίας, 조지아어: მართა, მარიამი, 1050년 - 1103년)는 조지아의 바그라트 4세 국왕(1027년 - 1072년)과 그의 두 번째 아내인 알라니아의 보레나의 딸이며, 비잔티움 제국의 황제 미카엘 7세와 니케포루스 3세의 아내이다. 대개 알라니아의 마리아라는 명칭으로 언급된다.
원래 이름은 마르타(მართა) 공주이며, 1056년 콘스탄티노폴리스로 유학을 가서 테오도라 여제의 후원을 받아 공부하였다. 공부를 마친 마르타 공주는 다시 고국으로 돌아갔다가 1065년 콘스탄티누스 10세의 아들인 미카엘 황자(훗날의 미카엘 7세)와 결혼하였다. 1078년 반란이 일어나 미카엘 7세가 궁정에서 쫓겨나고 니케포루스 3세가 새 황제로 등극하였다. 마리아는 자신의 아들 콘스탄티누스 두카스를 후계자로 삼아 다음 황제로 세운다는 것을 조건으로 새 황제와 재혼하였다. 그러나 니케포루스 3세는 얼마 안가 자신이 했던 약속을 저버렸다. 그러자 마리아는 그녀의 정부로 소문난 알렉시우스 콤네누스 장군과 함께 음모에 동참하였다. 알렉시우스는 니케포루스 3세에게 퇴위할 것을 강요하였으며 그 자신이 그 뒤를 이어 1081년 알렉시우스 1세 황제가 되었다. 알렉시우스 1세는 마리아의 아들 콘스탄티누스를 자신의 후계자로 선언하였다. 나중에 알렉시우스 1세는 자신의 딸 안나 콤네네와 콘스탄티누스를 약혼시켰다. 그러나 1087년 알렉시우스 1세가 아내인 이레네 두카니아 황후를 통해 장차 요한네스 2세 황제로 즉위하게 될 아들을 보게 되자 상황은 극적으로 변하기 시작하였다. 설상가상 콘스탄티누스 두카스가 1096년 10대 때 사망하자 마리아의 정치적 영향력은 완전히 종지부를 찍게 되었다.
마리아는 굉장히 지적이고 아름다운 여인으로 명성이 자자하였다. 그녀는 저명한 신학자이자 철학자였던 불가리아의 테오필락토스와 서신 왕래를 자주 하였으며, 이에 영감을 받아 황후 시절에 요한 복음서 강해 등의 책들을 저술하였다. 마리아는 또한 발칸 지역의 조지아인 수도자들이 머무는 수도원들을 후원하였으며, 그중에서도 특별히 아토스산의 유명한 이비론 수도원을 가장 많이 후원하였다. 그리고 예루살렘에 있는 시온 산에 카파타 수도원을 세우는데 재정적으로 지원을 많이 해주었다.